# 阿莉莎·格拉斯
阿莉莎·格拉斯（英語：Alisha Glass，1988年4月5日—），美国女子排球运动员，司职二传。她曾代表美国国家队参加2016年夏季奥林匹克运动会女子排球比赛，获得一枚铜牌。